# Sal

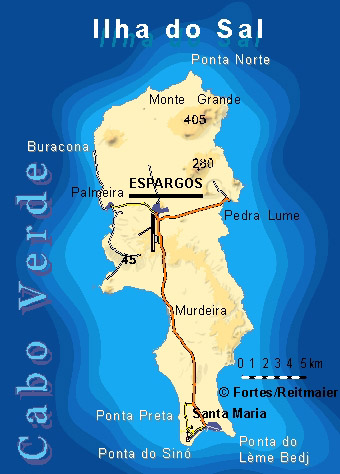
Mapa wyspy Sal

Sal – jedna z wysp archipelagu Wysp Zielonego Przylądka, zaliczana do grupy Wysp Zawietrznych. Stanowi też jeden z 22 okręgów administracyjnych (port. concelho) Republiki Zielonego Przylądka.
Powierzchnia wyspy wynosi 216 km². Ma ona 30 km długości, 12 km szerokości i w większości krajobraz pustynny.

## Historia
Wyspa została odkryta 3 grudnia 1460 i została nazwana Llana. Dopiero odkrycie soli przyniosło jej obecną nazwę (port. Sal – sól) i stałe zasiedlenie od 1830 r. Do lat 80. XX wieku głównym źródłem zarobków dla nielicznej ludności były rybołówstwo, wydobycie soli i obsługa najważniejszego lotniska w kraju w Espargos.
Na wyspie jest około 350 dni słonecznych rocznie, co wraz ze znakomitymi warunkami do uprawiania sportów wodnych przyczyniło się do gwałtownego rozwoju turystyki od końca lat 80. XX wieku.

## Demografia
Wyspa jest zamieszkana przez 25 765 mieszkańców (2010). Jest na niej 6 miejscowości (w tym dwa miasteczka):
- Espargos – główne miasto zamieszkane przez ponad 17 tysięcy mieszkańców
- Murdeira
- Palmeira – wieś rybacka i główny port wyspy, niecałe 1,5 tysiąca mieszkańców
- Pedra de Lume – miejscowość znana z występujących tam zdrowotnych salin
- Santa Maria – główny ośrodek turystyczny, ponad 6 tysięcy mieszkańców
- Terra Boa

## Sport
W 2019 na wyspie Sal zorganizowano pierwsze Plażowe Igrzyska Afrykańskie. Rozgrywane są tu zawody PWA (windsurfing).